# Comisión de Secretos Oficiales
Die Comisión de Secretos Oficiales, oder offiziell Comisión de Control de los Créditos Destinados a Gastos Reservados, ist der Geheimdienstausschuss des Congreso de los Diputados, des Unterhauses des spanischen Parlaments. Der Ausschuss umfasst acht Mitglieder. Der Präsident des spanischen Abgeordnetenhauses ist automatisch Präsident des Geheimdienstausschusses. Ein Parlamentarier braucht 3/5 der Kongressstimmen, um in den Ausschuss gewählt zu werden. Seit 2019 kann die Kommission nicht tagen, da die Parteien niemanden in die Kommission gewählt haben und sich gegenseitig blockieren.